# Mimolophia
Mimolophia is een kevergeslacht uit de familie van de boktorren (Cerambycidae). De wetenschappelijke naam van het geslacht werd voor het eerst geldig gepubliceerd in 1940 door Breuning.

## Soorten
Mimolophia omvat de volgende soorten:
- Mimolophia brunnea Breuning, 1940
- Mimolophia ivorensis Breuning, 1968